# Jadir Ambrósio
Jadir Ambrósio, (Vespasiano, 08 de dezembro de 1922 - Belo Horizonte, 30 de setembro de 2014)  foi instrumentista, maestro, cantor e compositor de música popular brasileira. Com mais de 100 músicas compostas, Jadir lembra em suas canções uma Belo Horizonte antiga.  Sempre afirmava que cantar é o que ele mais gostava de fazer. Canhoto, dedilhava o violão “de cabeça pra baixo”.
Jadir morava no bairro Cachoeirinha, região nordeste de Belo Horizonte, onde viveu desde a década de 1950, e se tornou conhecido em toda Belo Horizonte. Trombonista reconhecido da noite, da boemia e das rádios mineiras, foi amigo pessoal de Juscelino Kubitschek e Clara Nunes bem como autor de diversos sambas, gravados por músicos famosos como Agnaldo Timóteo e até Luiz Gonzaga.
Faleceu aos 91 anos, devido a problemas no coração.

## Biografia
Este mineiro de Vespasiano nasceu em 8 de dezembro de 1922 e veio para Belo Horizonte em março de 1926. Músico e compositor, Jadir é dono de um respeitável repertório e autor de alguns sambas notáveis e inéditos ainda, a disposição de intérpretes. Sr. Ambrósio é personalidade conhecida no cenário musical da capital mineira, onde se destacou com o seu trombone em orquestras de bailes e rádio. “O trombone foi o instrumento da minha vida”, afirma o cantor-compositor, que mais tarde veio se exercitar mais no violão.
Autor de boleros, toadas, forrós, xotes e baiões, é no samba que o compositor mineiro se destacava. “Eu gosto mesmo é de samba, o hino da raça. Mas por circunstâncias outras, fui obrigado a fazer até música sertaneja”.
Foi funcionário aposentado da Prefeitura de Belo Horizonte, onde prestou serviços desde capina à serviços de burocracia.
Possui cinco filhos e oito netos e uma esposa “maravilhosa” de quem se orgulhava muito. Sempre dizia que todo poeta precisa de uma mulher forte, para não acabar morrendo na miséria, num banco de jardim.
O sambista e compositor Jadir ressaltava que é difícil realizar tudo na vida, eterna sucessão de lutas, afinal, se não há obstáculos, não há vitórias nem alegrias.  Fora budista praticante há mais de 20 anos , que tem uma filosofia de vida que proclama a independência completa das pessoas, em todos os sentidos. Sempre declamando máximas, ele ainda fala que “cada um faz a sua vida, nós é que determinamos nossa história usando o bom senso e respeitando a lei de causa e efeito”.
A vida boêmia que Jadir levava era tida por ele como maravilhosa e saudável. Jadir se lembra dos bares Montanhês e Chanseclair.
Jadir conta que começou na música clássica, cursando o Conservatório de Mineiro de Música e foi contemporâneo de muitos que estão brilhando. Não considera sua mudança de estilo musical de clássico para o popular como abandono, considera apenas que teve uma melhor repercussão no popular. Começou compondo canções sertanejas e gravou seu primeiro disco pela Columbia. Eram duas músicas gravadas pela dupla Caxangá e Sanica, que na época era equivalente ao que é hoje Chitãozinho & Xororó. Sair de Belo Horizonte para fazer carreira nunca esteve nos planos, apesar de viajar muito, Jadir sempre voltava. Entende que a música não foi feita pra ganhar dinheiro, que isso é só uma consequência e por isso sempre teve outro emprego. Ele trabalhava na prefeitura, onde entrou desde criança como “ferrinho”, aquele que capinava as ruas. Foi lá que começou a estudar música e foi tocar Piston na banda Santa Cecília, da Lagoinha, cujo maestro Luciano Vasques, uma pessoa muito importante na vida musical da cidade.

### Lagoinha
Como não era da elite, a lagoinha era seu lugar, seus cartões de visita de BH. Ali aconteciam as batalhas de confetes e existiam os melhores bares. Em homenagem Jadir fez um samba assim: “a maior tristeza minha; foi quando acabaram com a praça da Lagoinha; ali eu vivi minha mocidade; por isso hoje recordo com saudade; quem não se lembra do Cinema Paissandu; da pensão da Dona Rosa; do boteco do Seu João; onde os poetas e sambistas se reuniam; tinha muita cerveja e cachaça; muito amor, muita paixão; mas droga não havia não…”. Também cantando Jadir fala sobre sua inspiração para compor “existe um cantinho aqui perto da cidade; que é um ninho de amor e de felicidade; é uma vila modesta; muita gente pobre mora lá porém lugar mais feliz que aquela vila não há; eu me refiro ao Morro da Pedreira; onde fazer um samba não é profissão; é uma brincadeira; onde o poeta recebe inspiração; no ar que respira; no vento que passa balançando o zinco do seu barracão”.

### Juscelino Kubitschek
Sobre sua amizade com o presidente Juscelino Kubitschek, Jadir conta que fizeram várias serestas juntos, viajaram muito e era uma amizade muito valorizada. Também era amigo de Geraldo Ribeiro, o motorista de JK que morreu com ele no acidente. Jadir considera Juscelino um homem espetacular. “Um dia fomos ao Rio de Janeiro e foi a primeira vez que eu vi o mar. Acho que o doutor Juscelino ficou no Copacabana Palace, não me lembro bem, mas eu não pude ficar junto, porque preto não entrava nesses hotéis. Então eu fiquei num hotel na Praça da República, junto com o Geraldo Ribeiro. Me lembro de ter ido a missa e a exposições com o JK, na época em que Dona Sara estava grávida da Márcia”.

### Primeiro Negro no Conservatório Mineiro de Música
Jadir sofreu muito preconceito e conta que naquela época Juscelino fez uma lei obrigando todo colégio a ter um aluno “preto”, e é justamente nessa época que começa a sua ascensão. Como era um “preto bem comportado”, como ele mesmo diz, foi convidado pelo doutor Godofredo, secretário do Conservatório Mineiro de Música para estudar lá e assim a lei estava sendo cumprida. E foi assim que Jadir Ambrósio entrou para a universidade de música sem fazer vestibular. No Conservatório, Jadir estudou por quatro anos e continuou a trabalhar na prefeitura com muito apoio de Oswaldo Nobre, chefe de gabinete, que Jadir considera seu padrinho.

## Clara Nunes
Jadir Ambrósio jamais esquece das quermesses da Igreja Santo Afonso, do Bairro Renascença, de Belo Horizonte, onde conheceu uma cantora iniciante que mercaria para sempre sua vida. Recém chegada a Caetanópolis, para trabalhar em uma fábrica de tecidos instalada naquele bairro, Clara Nunes participou de uma espécie de programa de calouros que ele comandava com seu violão no quadro da igreja, toda vez que havia festas de barraquinhas. “Quando eu vi, ela estava cantando pela primeira vez percebi que estava diante de uma celebridade” recorda Jadir que, imediatamente apresentou Clara Nunes aos radialistas da época. Rainha da Rádio Inconfidência que comemorava então 25 anos de fundação, ela gravaria o samba “Vida Cruel”, de Jadir e Wilson Miranda, em um LP comemorativo à data.
“Foi aí que começou a surgir a exuberante Clara Nunes que todos conhecem”, orgulha-se, admitindo que Clara tinha uma facilidade incomum de expressão, aprendizado e responsabilidade. “Por isso uma vitoriosa” justifica o padrinho, que também acompanhou o início da carreira de artistas como Agnaldo Timóteo, Silvio Aleixo e Márcio José, contemporâneos de Clara Nunes em Belo Horizonte

## O Maestro da China Azul - Hino do Cruzeiro Esporte Clube
Jadir Ambrósio chegou à glória de ser o compositor do hino do clube, que é sua paixão desde os tempos em que o Cruzeiro se chamava Palestra Itália. Quando a multidão estrelada reunida no Mineirão entoa o hino oficial do Cruzeiro, não há, entre tantos milhares de torcedores presentes, aquele que não sinta, por um instante sequer enquanto duram aqueles oito linhas uma melodia carregada de pura e doce paixão, um arrepio de emoção.
É assim onde quer que se cante ou execute o hino oficial celeste – em festas, solenidades, nas alegres rodinhas de bar, no descontraído assobio pelas ruas, no despretensioso cantarolar no escritório – que o torcedor cruzeirense compartilha as emoções que o time lhe proporciona. Também através da música que motiva seus craques e embala sonora e orgulhosamente todo o clube; essa música, que transformou o hino oficial do Cruzeiro e se popularizou pelo país inteiro, é o maior orgulho da vida de seu autor, Jadir Ambrósio. A quem podemos chamar de “o maestro da massa”. Dono de uma humildade impressionante e de um contagiante e permanente estado de bom humor.

### Hino oficial do Cruzeiro Esporte Clube
- Jadir Ambrósio
Existe um grande clube na cidade
que mora dentro do meu coração
eu vivo cheio de vaidade

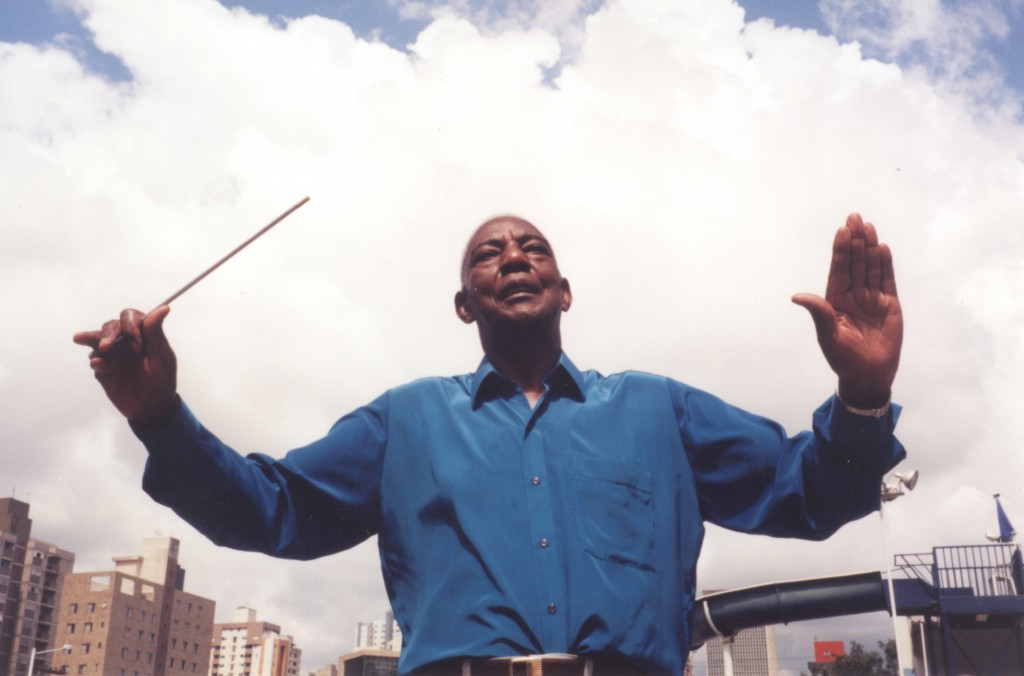
O Maestro da China Azul

pois na realidade é um grande campeão
Nos gramados de Minas Gerais
temos páginas heróicas imortais
Cruzeiro, Cruzeiro querido
tão combatido, jamais vencido

## Obras
- As Canções de Jadir Ambrósio
- Jadir Ambrósio - Abre a Porta
- Jadir Ambrósio - Saudade da Lagoinha
- Jadir Ambrósio - Hino à Belo Horizonte
- Jadir Ambrósio - Do lado de lá
- Jadir Ambrósio - Sanfoneiro Apaixonado
- Jadir Ambrósio - Lágrimas de Preto Velho
- Buraco de tatu (c/ Jair Silva)
- Chô passarinho (c/ Caxangá)
- Domenique (c/ Henrique Almeida)
- Hino do Cruzeiro Esporte Clube
- História do tico-tico (c/ Xavier e Eli Murilo)
- Índia guarani (c/ Eli Murilo)